# Michael Zegen
Michael Jonathan Zegen más conocido como Michael Zegen es un actor estadounidense conocido por su papel como el joven bombero Damien Keefe en la serie dramática de televisión Rescue Me, y también por su personaje de "Dwight, el adolescente con problemas" en Late Show with David Letterman. 

## Biografía y carrera
Zegen creció en Glen Rock, Nueva Jersey, antes de mudarse con su familia a la cercana villa de Ridgewood cuando tenía cinco años. Tiene dos hermanos. Él y su familia son judíos. Su madre, maestra, nació en Austria en un campo de desplazados y sus abuelos maternos eran sobrevivientes del Holocausto de Ucrania y Polonia.
Asistió a Ridgewood High School, donde participó activamente en el programa de teatro de la escuela. Zegen se graduó en 2001 en el Skidmore College y es miembro del grupo cómico neoyorquino "Hottie$ Galore".
En 2004, consiguió el papel de Zegen en la serie de televisión Rescue Me. Conmenzó en un papel recurrente en las primeras tres temporadas, interpretando al sobrino del protagonista de la serie, Tommy Gavin (Denis Leary); que después pasó a formar parte del reparto principal desde las temporada 5 hasta la  6, cuando su personaje comenzó a estudiar para ser bombero.
En finales del año 2010, Zegen fue confirmado para interpretar al gánster Bugsy Siegel en la segunda temporada de la serie de HBO, Boardwalk Empire.

## Filmografía

### Cine
| 2005               | Bittersweet Place                        | Todd                  |               |
| 2007               | The Girl Next Door                       | Eddie                 |               |
| 2008               | Assassination of a High School President | Steven Lohman         |               |
| 2009               | Adventureland                            | Eric                  |               |
| 2009               | Taking Woodstock                         | Bernie (Young Man #1) |               |
| 2009               | The Box                                  | Garcin                |               |
| 2012               | Frances Ha                               | Benji                 |               |
| 2012               | Ex-Girlfriends                           | The Blogger           |               |
| 2015               | Brooklyn                                 | Maurizio              |               |
| 2017               | Becks                                    | Pete                  |               |
| 2018               | Tyrel                                    | Eli                   |               |
| 2018               | The Seagull                              | Mikhail               |               |
| 2020               | The Stand In                             | Steve                 |               |
| TBA                | Zoo                                      | Andy Singer           | Posproducción |
| Fuente en IMDb.com |                                          |                       |               |

### Televisión
| 2002               | Late Show with David Letterman | Dwight, el adolescente con problemas | 50 episodios  |
| 2004               | The Sopranos                   | Partygoer                            | 1 episode     |
| 2004–2011          | Rescue Me                      | Damien Keefe                         | 42 episodios  |
| 2006               | Love Monkey                    | Luther                               | 1 episodio    |
| 2009               | Mercy                          | Jason Keener                         | 1 episodio    |
| 2011               | How to Make It in America      | Andy Sussman                         | 4 episodios   |
| 2011–2014          | Boardwalk Empire               | Ben Siegel                           | 11 episodios  |
| 2012               | The Walking Dead               | Randall Culver                       | 4 episodios   |
| 2014               | Girls                          | Joe                                  | 3 episodios   |
| 2016               | BrainDead                      | Ben Valderrama                       | 1 episodio    |
| 2017–2023          | The Marvelous Mrs. Maisel      | Joel Maisel                          | 34 episodios  |
| TBA                | The Penguin                    | Alberto Falcone                      | Posproducción |
| Fuente en IMDb.com |                                |                                      |               |